# Gheorghe Mureșan
Gheorghe Dumitru Mureșan (pronunciació romanesa: [ˈɡe̯orɡe mureˈʃan]; 14 de febrer 1971), conegut com a "Gran Ghiță", és un jugador de bàsquet professional romanès retirat. Fa 2,31 m d'alt i és el jugador més alt que ha jugat mai a la NBA.

## Infantesa
Mureșan va néixer en Tritenii de Jos, Cluj, Romania. Tot i que els seus pares eren d'alçada normal, la seva alçada es considera a causa d'un desordre de glàndula de la pituïtària.

## Carrera de bàsquet
Va jugar bàsquet competitiu a l'Universitatea Cluj, esdevenint campió nacional el 1992. Va jugar professionalment en la lliga francesa amb Pau-Orthez durant la temporada 1992–93, en la qual va ser estimat pels aficionats, i va guanyar la Copa de Lliga francesa. Va ser seleccionat per Washington Bales de l'NBA en el Draft de l'NBA del 1993. Va jugar a l'NBA de 1993 a 2000 mostrant signes d'una carrera prometedora que va descarrilada per culpa de lesions. La seva millor temporada fou la 1995–1996, amb una mitjana de 14,5 punts per joc.
Mureșan va ser premiat com a "jugador que ha millorat més de l'NBA" per la Temporada 1995–96 de l'NBA després d'una mitjana 14,5 punts, 9,6 rebots, 2,26 blocs per partit.
Després d'acabar la seva carrera d'NBA, Mureșan tingut una altra etapa a Pau-Orthez on va guanyar la lliga francesa abans de retornar als Estats Units amb la seva família. Normalment portava número 77, dins referència a la seva alçada.

## Altres projectes

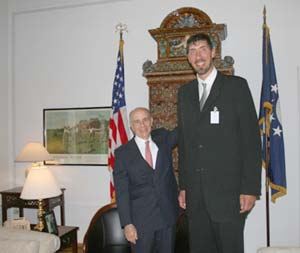
Mureșana reunió amb Nicholas F. Taubman, l'Ambaixador dels EUA a Romania

El 2004, Mureșan va fundar l'Acadèmia de Bàsquet Geganta (GBA), un programa dedicat a ensenyar les bases de bàsquet a nois i noies de totes les edats. L'Acadèmia està ubicada en Ashburn, Virginia.
Mureșan és també part del màrqueting del Wizards del Washington i equip de relacions públiques, servint com un "ambaixador" per l'equip.
Fora del bàsquet, Mureșan s'ha dedicat a la interpretació, interpretant el personatge principal al llargmetratge El meu gegant l'any 1998, protagonitzat per l’humorista Billy Crystal. Va aparèixer com a ventríloc al vídeo musical del senzill d'Eminem "My Name Is". Ha aparegut en anuncis de barres de xocolata Snickers i de la cadena de televisió esportiva ESPN. Més recentment, Mureșan ha estat coautor de dos llibres de salut i salut per a joves: The Boy's Fitness Guide i The Girl's Fitness Guide.
Al 2013, Mureșan va participar en el primer anual 3v3 UMTTR (Importes) Torneig de Bàsquet per augmentar conscienciació, prevenció i recerca sobre el suïcidi entre adolescents, la causa davantera de mort entre adults i nens entre les edats de 15 i 24.

## Vida personal
Mureșan i la seva muller Liliana i fills George i Victor han residit als Llacs de Franklin, Nova Jersey, però van reubicar-se a Washington DC. Des de la temporada 2016–2017, el seu fill més gran, George, juga per l'equip de bàsquet de la Universitat de Georgetown.